# Hygrische Jahreszeiten
Die hygrischen Jahreszeiten (von griech. hygros „Wasser“, „Feuchtigkeit“) werden anhand des Feuchtigkeitsgehaltes in der Atmosphäre, dem Niederschlagsmuster und der Bodenfeuchtigkeit definiert. Sie sind insbesondere in Gebieten von Bedeutung, in denen die Unterschiede in der Niederschlagsmenge deutlicher und ökologisch signifikanter sind als Temperaturschwankungen. Beispiele hierfür sind tropische Regenwälder, Wüstenregionen und Monsungebiete.
Es gibt Mischformen von thermischem Tageszeiten- und hygrischem Jahreszeitenklima z. B. in randtropisch-subtropische Trockenwüsten wie der Sahara, der Rub al-Khali, der iranischen Lut oder der Namib, die meist ein thermisches Tageszeitenklima mit schwach ausgeprägten, unzuverlässigen hygrischen Jahreszeiten aufweisen.

## Klassifikation
In der Regel werden hygrische Jahreszeiten in zwei Hauptkategorien eingeteilt:
1. Feuchte oder Regenzeit: Charakterisiert durch hohe Niederschlagsmengen, erhöhte Luftfeuchtigkeit und in der Regel auch durch eine Zunahme der Pflanzenaktivität und der Biodiversität.
2. Trockenzeit: Gekennzeichnet durch geringen oder keinen Niederschlag, niedrigere Luftfeuchtigkeit und häufig durch eine Reduzierung der pflanzlichen Aktivität und der Wasserverfügbarkeit.

In einigen Regionen können diese beiden Hauptkategorien weiter in Unterphasen unterteilt werden, abhängig von den spezifischen klimatischen Bedingungen und ökologischen Auswirkungen.

## Ökologische Auswirkungen
Die hygrischen Jahreszeiten haben erhebliche Auswirkungen auf die Ökosysteme. In der Regenzeit können Überschwemmungen auftreten, die zur Erneuerung von Nährstoffen in Boden und Wasser führen. Die Trockenzeit kann zu Wassermangel, Dürren und damit verbundenen ökologischen Stresssituationen führen.

## Anwendungsbereiche
Die Kenntnis und das Verständnis der hygrischen Jahreszeiten sind für verschiedene Bereiche von Bedeutung, darunter:
- Landwirtschaft: Für die Planung von Aussaat und Ernte.
- Wasserressourcenmanagement: Zur Voraussage von Wasserverfügbarkeit und Dürremanagement.
- Ökologie und Umweltwissenschaft: Zum Verständnis von Lebenszyklen von Pflanzen und Tieren und zur Beobachtung von Klimaveränderungen.

## Schlussfolgerung
Hygrische Jahreszeiten bieten einen alternativen Ansatz zur Klassifizierung von Jahreszeiten, der besonders in Regionen mit ausgeprägten Niederschlagsmustern relevant ist. Sie spielen eine wichtige Rolle im Verständnis ökologischer Prozesse und bei der Planung und Verwaltung von Ressourcen in betroffenen Gebieten.